# Hackerspace

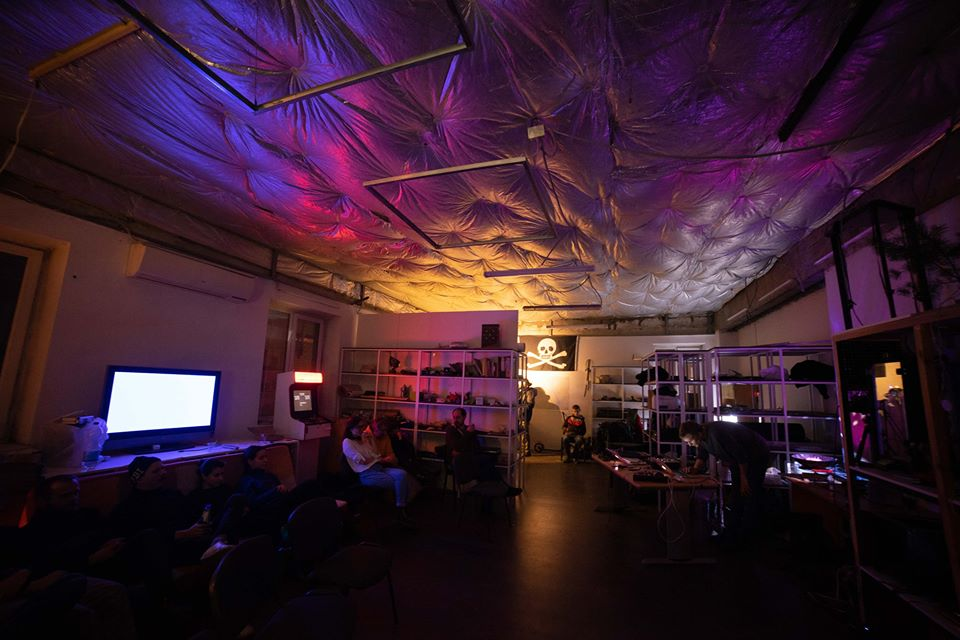
Київський хакерспейс (Hacklab) - новорічна вечірка 2020

Хакерспейс (від англ. hacker і англ. space, також знані як хакспейси або мейкерспейси) — громадська майстерня або лабораторія, де збираються люди зі схожими інтересами, найчастіше науковими, технологічними, в цифровому або електронному мистецтві, для спілкування і спільної творчості. Зазвичай хакерспейси це неприбуткові громадські організації, що керуються спільнотою і спрямовані на забезпечення функціонування майстерень та поширення вільного доступу до технічної творчості. Хакерспейси також можна порівняти з іншими громадськими майстернями на кшталт ФабЛабів (від англ. fabrication і англ. laboratory) та відкритих університетських лабораторій, але вони зазвичай мають дещо іншу організаційну та фінасову структуру.

## Історія та поширення хакерспейсів у світі
Перші хакерспейси почали з'являтись на початку 90-х років у Європі та трохи згодом у США. Відомі хакерспейси: c-base в Берліні, Metalab в Відні, HackerbotLabs в Сієтлі, HacDC в Вашингтоні, NYC Resistor в Нью-Йорку, Noisebridge в Сан-Франциско і Cyberpipe в Любляні.

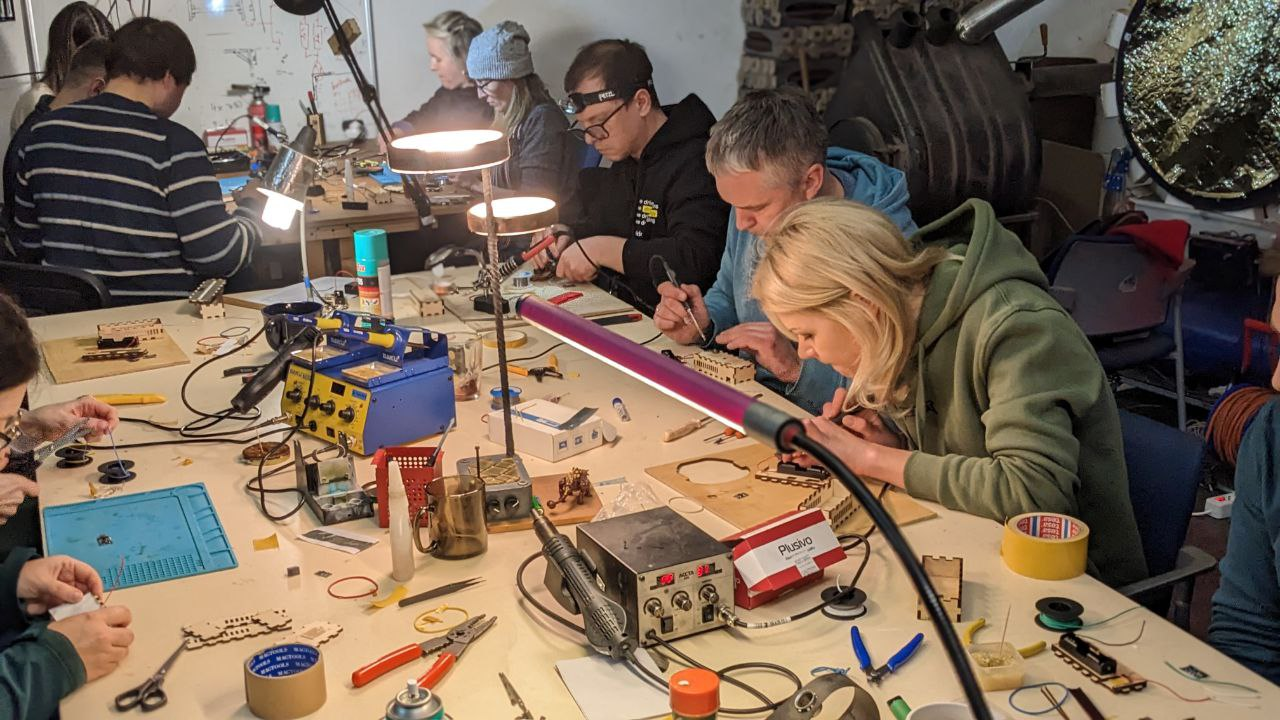
Воркшоп з паяння для початківців у Хаклабі (київський хакерспейс) - січень 2023

## Діяльність
В основному хакерспейси функціонують як центри взаємоосвіти та обміну знаннями у формі воркшопів, презентацій та лекцій. Також часто там проводяться соціальні події для резидентів, такі як вечірки настільних ігор чи концерти електронної музики. Хакерспейси можна розглядати як відкриті громадські лабораторії, що включають елементи виробничої майстерні, чи художньої студії, де хакери збираються разом задля обміну ресурсами, знаннями, а також щоб будувати речі разом.
Багато хакерспейсів беруть участь у розробці програмного забезпечення та хардверних проєктів з відкритим кодом. Хакерспейси зазвичай фізично розташовані в соціальних або наукових центрах, школах, громадських бібліотеках чи університетських кампусах, а також у промислових зонах.

## Обладнання
Конкретне обладнання та ресурси доступні у хакерспейсах відрізняються від локації до локації. Зазвичай вони надають резидентам простір для роботи над особистими проєктами або для співпраці над груповими проєктами з іншими учасниками. В хакерспейсах зазвичай вітається ділитись інструментами та технічними знаннями.
Будівлі або приміщення хакерспейсів зазвичай мають технічну інфраструктуру, що дозволяє учасникам працювати над проєктами. Також у більшості хакерспейсів доступна електроенергія, сервери та мережеве обладнання і з'єднання з інтернетом. Добре обладнані хакерспейси можуть надавати машини та обладнання для метало- та деревообробки, презентацій, роботи з аудіо, роботи з електронікою (осцилографи, лабораторні блоки живлення), електронні компоненти та розхідні матеріали для технічної творчості. Також може бути доступним спеціалізоване обладнання, таке як 3д принтери, лазерні різаки, ЧПУ-фрезерувальні верстати, обладнання для зварювання, тощо. 

## Організація
Індивідуальні особливості хакерспейсу визначаються його резидентами. Існує велика варіативність у організації.
- Деякі хакерспейси керуються радами, що обираються з активних членів з доброю репутацією. Представники можуть бути обрані на певний термін та допомагати у прямому прийнятті рішень, що стосується придбання нового обладнання, прийому нових учасників, формулювання правил, дотримання норм техніки безпеки та іншими адміністративними питаннями. Так, наприклад, Лондонський Хакспейс керується обраною радою представників.
- Деякі інші керуються одним "Пожиттєвим Добрим Диктатором" (BDFL). Це типова структура управління для хакерспейсів, що засновані однією людиною та на її приватній власності.
- Також існують анархічніші моделі управління, такі як Дієкратія (англ. Do-ocracy), в яких люди отримують право приймати рішення щодо певної задачі, поки вони виконують його. Ця модель зазвичай комбінується з іншими структурами, такими як вибрана рада, чи загальні збори, як у випадку хакерспейсу Noisebridge у Сан-Франциско, чи київського хакерспейсу Hacklab.

Членські внески зазвичай є основним джерелом доходів хакспейсів, хоча деякі мають сторонніх спонсорів. Зазвичай юридично хакерспейси це громадські непрбуткові організації відповідно до законів країн, де вони розташовані. Університетські хакерспейси чи лабораторії зазвичай не потребують окремої сплати членських внесків, але участь зазвичай обмежена студентами, випускниками, викладачами, хоча гостям з інших хакерспейсів зазвичай також раді. Деякі хакерспейси приймають волонтерську працю замість сплати членського внеску, особливо для відвідувачів з обмеженими фінансовими можливостями. Також деякі хакерспейси отримують дохід з проведення високотехнологічних барахолок, де представники широкого загалу можуть купити нове, чи використане обладнання. 
В багатьох хакерспейсах існує вільна за формою неформальна традиція приймати відвідувачів зі схожих організацій зі свого міста чи інших міст, або країн. Вільний обмін ідеями, навичками та знаннями вітається, особливо на періодичних зібраннях, чи днях відкритих дверей.
Хакерспейси та мейкерспейси все частіше відкриваються при школах, університетах, та інших навчальних закладах.

## Етика
Хакерспейси досить широко окреслені на hackerspaces.org як "керовані спільнотою фізичні простори, де люди можуть зустрічатись та працювати над власними проєктами". Конкретне щоденне функціонування простору відрізняється від місця до місця і визначається його резидентами. Хоча не існує одного набору правил чи "креслень" як створити хакерспейс, вони зазвичай дотримуються "хакерської етики", що включає "свободу в значенні автономії, а також вільний доступ та циркуляцію інформації, недовіру до влади у широкому значенні слова - на противагу традиційним вертикальним структурам управління, підтримку ідеї навчання у процесі роботи та взаємоосвіти на противагу формальнішим моделям освіти; а також підтримку ідей обміну, солідарності та співпраці".

## Хакерспейси в Україні
В Україні перший хакерспейс з'явився в Києві в 2012 році, він так і називався «Хакерспейс» і проіснував близько двох років. 2013 року було засновано хакерспейс Хаклаб, що існує і зараз, та станом на 2023 рік є одним з активних центрів мейкерської спільноти Києва. Також було декілька спроб заснування хакерспейсів у інших містах України, таких як Харків та Чернігів, але з різних причин (зазвичай організаційних або фінансових) вони не змогли досягти сталого існування і згодом закрились.
Також варто зазначити певну кількість відкритих майстерень в Україні, що не назвали себе хакерспейсами, але все-таки працювали за схожими принципами та були чи є відкритими для широкого загалу. Це, наприклад, такі майстерні як: Платфома Острів - університетський мейкерспейс при КНУБА, Лабораторія електроніки "Лампа" - університетська лабораторія при КПІ, ГаражХаб - мейкерспейс у Харкові (з початком повномасштабного вторгнення не функціонує), ПреЛабЧе - відкрита майстерня з переробки пластику в Черкасах (з початком повномасштабного вторгнення не функціонує), Коворкінг "Інженернй" - мейкерспейс в Чернівцях (з початком повномасштабного вторгнення не функціонує).
У Дніпрі з 2019 року функціонує біохакерспейс Yanelab, що позиціює себе як відкрита DIY біолабораторія та пропагує принципи вільного обміну науковими знаннями в галузі біології та генетики.